# 튜브라이트
튜브라이트(Tubelight)는 인도에서 제작된 카비르 칸 감독의 2017년 모험, 드라마, 전쟁 영화이다. 샤룩 칸 등이 주연으로 출연하였다.

## 출연

### 주연
- 샤룩 칸
- 살만 칸

### 조연
- 주주
- 옴 푸리
- 소하일 칸
- 모하메드 지샨 아유브
- 야쉬팔 샤마
- 라구비르 야다브

## 제작진
- 미술: 라이니시 헤다오
- 의상: 애슐리 로벨로